# Vertou
Vertou é uma comuna francesa na região administrativa do País do Loire, no departamento de Loire-Atlantique. Estende-se por uma área de 35.68 km². Em 2010 a comuna tinha 25 633 habitantes (densidade: 718,4 hab./km²).